# Георг V (отель)
Отель Георг V (фр. Hôtel George-V) — отель класса «люкс», расположенный на проспекте Георга V в VIII округе Парижа.

## История
Отель был построен по заказу американского бизнесмена и архитектора Джоэла Хиллмана в конце 1920-х годов. Он был возведён в 1928 году Андре Терре, владельцем ресторана «La Tour d'Argent», и Жоржем Вибо, архитектором Казино де Довиль, также восстановившим магазин «Printemps Haussmann» после пожара   в 1921 году, за $31 миллион, или 60 миллионов франков. Здание отеля было выполнено в стиле 1930-х годов и было 9-этажным, поскольку по законам тех времён более высокие здания в Париже строить запрещалось.
Первоначально подавляющее большинство постояльцев отеля были американцы, прибывавших во Францию морем и которых прямо в портах Шербур и Гавр встречали и провожали в парижский отель.
Джоэл Хиллман был вынужден продать отель после Чёрного четверга, 24 октября 1929 года, банковской группе. В 1931 году здание было приобретено банкиром Франсуа Дюпре, при котором было построено новое крыло для квартир, арендуемых круглый год или на сезон. Дюпре был известным в Париже знатоком искусства и коллекционером. Вскоре залы и номера отеля стали украшать старинные картины, гобелены, мебель, люстры и камины эпохи Возрождения. Подвалы отеля заполнились коллекционными винами.
В 1996 году саудовский бизнесмен Аль-Валид ибн Талал Аль Сауд выкупил отель у Forte Group, заплатив $ 185 миллионов. Затем он потратил 120 миллионов долларов на его ремонт, закрыв отель на два года. «Георг V» открылся в декабре 1999 года под управлением оператора сети гостиниц класса «люкс» Four Seasons Hotels and Resorts. Начиная с 2000 года отель признавался «лучшим в мире» по версии ряда изданий. Отличительной особенностью отеля является лобби и дорожки, выложенные цветочными витринами.
В здании отеля расположен ресторан «Le Cinq».